# Siphiwe Tshabalala
Siphiwe Tshabalala (1984. szeptember 25.) dél-afrikai labdarúgó, BB Erzurumspor játékosa, ő szerezte a 2010-es labdarúgó-világbajnokság legelső gólját a mexikói labdarúgó-válogatott ellen.

## Válogatottban
2006. január 16-án debütált a válogatottban egyiptomi labdarúgó-válogatott ellen. Tshabalala szerepelt a 2006-os afrikai nemzetek kupája, 2008-as afrikai nemzetek kupája, és a 2009-es konföderációs kupa dél-afrikai keretében.
A 2010-es labdarúgó-világbajnokság legelső gólját ő szerezte Mexikó ellen.

### Nemzetközi góljai
| # | Dátum      | Helyszín                                | Ellenfél          | Gól | Végeredmény | Kiírás                                           |
| - | ---------- | --------------------------------------- | ----------------- | --- | ----------- | ------------------------------------------------ |
| 1 | 2008-03-26 | Atteridgeville, Dél-afrikai Köztársaság | Paraguay          | 3–0 | 3–0         | Barátságos                                       |
| 2 | 2008-10-11 | Malabo, Egyenlítői-Guinea               | Egyenlítői-Guinea | 1–0 | 1–0         | 2010-es labdarúgó-világbajnokság-selejtező (CAF) |
| 6 | 2010-05-16 | Mbombela, Dél-afrikai Köztársaság       | Thaiföld          | 1–0 | 4–0         | Barátságos                                       |
| 7 | 2010-06-11 | Johannesburg, Dél-afrikai Köztársaság   | Mexikó            | 1–0 | 1–1         | 2010-es labdarúgó-világbajnokság                 |